# 関西学院大学応援団総部吹奏楽部
関西学院大学応援団総部吹奏楽部（かんせいがくいんだいがくおうえんだんそうぶすいそうがくぶ、Kwansei Gakuin University Symphony Band）は、日本のアマチュア吹奏楽団。関西学院大学に属する吹奏楽クラブである。2019年時点で全日本吹奏楽コンクールに通算29回出場している（1位6回、金賞12回、銀賞11回）。

## 歴史
- 1954年 創部
- 1962年 全日本吹奏楽コンクール初出場、1位獲得（指揮・小林生男）
- 1964年 全日本吹奏楽コンクール3年連続1位獲得、翌年特別演奏
- 1965年 カナダ横断演奏旅行
- 1968年 全日本吹奏楽コンクール2度目の3年連続1位獲得、翌年特別演奏
- 1970年 全日本吹奏楽コンクールグループ表彰制（金・銀・銅）移行後、初の金賞受賞
- 1974年 全日本吹奏楽コンクール5年連続金賞受賞、翌年特別演奏
- 1976年-1985年 全日本吹奏楽コンクール10年連続出場（金賞:5回、銀賞:5回）
- 1988年-1991年 全日本吹奏楽コンクール4年連続出場（金賞:2回、銀賞:2回）
- 2013年 全日本吹奏楽コンクール11年ぶりの出場、通算29回目の出場（指揮・近藤久敦）
- 2014年 創部60周年、大学創立125周年

## 全日本吹奏楽コンクールの成績
| 年度 | 指揮者   | 課題曲                                                | 自由曲                                                                              | 賞                       |
| ---- | -------- | ----------------------------------------------------- | ----------------------------------------------------------------------------------- | ------------------------ |
| 1962 | 小林生男 | 行進曲「鬨の声」 須摩洋朔                             | チェスター シューマン                                                               | 1位                      |
| 1963 | 西原 武  | 行進曲「希望」 川崎優                                 | ファンファーレとアレグロ ウィリアムズ                                               | 1位                      |
| 1964 | 中村弘之 | バンドのための楽章「若人の歌」 兼田敏                 | 歌劇「キャンディード」序曲 バーンスタイン                                           | 1位                      |
| 1966 | 松村光平 | 吹奏楽のための小狂詩曲 大栗裕                         | 第2組曲 ジェイガー                                                                  | 1位                      |
| 1967 | 鷲尾良三 | 吹奏楽のための「ディヴェルティメント」 兼田敏         | 吹奏楽のための交響曲 ジェイガー                                                     | 1位                      |
| 1968 | 山口時彦 | 吹奏楽のための幻想曲「移り気な五度のムード」 塚原晢夫 | トリティコ ネリベル                                                                 | 1位                      |
| 1970 | 平山哲一 | 音楽祭のプレリュード A.リード                         | プレリュードとダンス クレストン                                                     | 金                       |
| 1971 | 楠利 夫  | 行進曲「太陽の下に」 奥村一                           | 太平洋の祭り ニクソン                                                               | 金                       |
| 1972 | 中谷義和 | シンフォニック・ファンファーレ 三沢栄一               | ザノニ クレストン                                                                   | 金                       |
| 1973 | 酒井 均  | 吹奏楽のためのアラベスク 名取吾朗                     | ディオニソスの祭 シュミット                                                         | 金                       |
| 1974 | 白井真一 | 吹奏楽のためのシンフォニア 小林徹                     | 交響的断章 ネリベル                                                                 | 金                       |
| 1976 | 藤原 修  | 吹奏楽のための協奏的序曲 藤掛廣幸                     | 奇想曲 M.バート                                                                     | 金                       |
| 1977 | 桑原洋一 | 吹奏楽のためのバーレスク 大栗裕                       | 交響曲変ロ長調より 第1楽章「序曲」 フォーシェ                                       | 金                       |
| 1978 | 鈴木文夫 | ジュビラーテ ジェイガー                               | 吹奏楽のための交響曲より 終楽章 ゴトコフスキー                                      | 銀                       |
| 1979 | 井上勝義 | フェリスタス 青木進                                   | 交響詩「ローマの松」 レスピーギ                                                     | 金                       |
| 1980 | 宍戸貴典 | 吹奏楽のための序曲「南の島から」 服部公一             | 「パシフィック・セレブレーション組曲」より ページェント ニクソン                    | 銀                       |
| 1981 | 梅田尚哉 | イリュージョン 鵜沢正晴                               | 「ウェーバーの主題による交響的変容」より III. IV. ヒンデミット／藤田玄播編          | 銀                       |
| 1982 | 梅田尚哉 | サンライズ・マーチ 岩河三郎                           | 交響曲第5番より 第4楽章 ショスタコーヴィチ／ライター編                              | 金                       |
| 1983 | 菊重隆之 | カドリーユ 後藤洋                                     | 祝典序曲 クレストン                                                                 | 銀                       |
| 1984 | 田中良紀 | 吹奏楽のための土俗的舞曲 和田薫                       | 愁映 保科洋                                                                         | 金                       |
| 1985 | 山戸 進  | ポップ ステップ マーチ 森田一浩                       | 祝典序曲 保科洋                                                                     | 銀                       |
| 1988 | 大崎真也 | 吹奏楽のための「深層の祭」 三善晃                     | バレエ組曲「ロデオ」 コープランド／小長谷宗一編                                     | 金                       |
| 1989 | 武田純司 | 風と炎の踊り 小長谷宗一                               | 交響詩「ローマの祭り」より I.チルチェンセス IV.主顕祭 レスピーギ／シェイファー編    | 金                       |
| 1990 | 内田裕士 | 吹奏楽のための「風の黙示録」 名取吾朗                 | シンフォニエッタより III. V. ヤナーチェク／上埜孝編                                 | 銀                       |
| 1991 | 今井亮仁 | 吹奏楽のための「斜影の遺跡」 河出智希                 | 組曲「仮面舞踏会」より I.ワルツ IV.ロマンス V.ギャロップ ハチャトゥリアン           | 銀                       |
| 1994 | 泉谷浩志 | 饗応夫人 太宰治作「饗応夫人」のための音楽 田村文生    | 歌劇「はかなき人生」より 間奏曲、スペイン舞曲 ファリャ／吉市幹雄編                  | 銀                       |
| 1997 | 鷺岡 巌  | 五月の風 真島俊夫                                     | バレエ音楽「スパルタクス」 ハチャトゥリアン                                         | 銀                       |
| 2002 | 平倉正章 | 吹奏楽のためのラメント 高昌帥                         | 歌劇「ムツェンスク郡のマクベス夫人」より間奏曲 ショスタコーヴィチ／鈴木英史編       | 銀                       |
| 2011 | 近藤久敦 | V:「薔薇戦争」より戦場にて 山口哲人                   | プラトンの洞窟からの脱出 メリロ                                                     | 関西大会:金 (代表ならず) |
| 2012 | 近藤久敦 | Ⅴ:香り立つ刹那 長生淳                                 | 無伴奏ヴァイオリン・パルティータ第2番 ニ短調 より シャコンヌ J.S.バッハ／森田一浩編 | 関西大会:金 (代表ならず) |
| 2013 | 近藤久敦 | Ⅴ:流沙 広瀬正憲                                       | 宇宙の音楽 スパーク                                                                 | 銀                       |
| 2014 | 近藤久敦 | Ⅳ:コンサートマーチ「青葉の街で」 小林武夫             | 歌劇「ばらの騎士」組曲 R.シュトラウス／森田一浩編                                   | 関西大会:金 (代表ならず) |
| 2015 | 近藤久敦 | III:秘儀III －旋回舞踊のためのヘテロフォニー 西村朗   | 遥けし未来へ ～The Unknown Journey～ スパーク                                       | 関西大会:金 (代表ならず) |
| 2016 | 近藤久敦 | Ⅴ:焔 島田尚美                                         | バレエ音楽「せむしの仔馬」 シェドリン／近藤久敦編                                   | 関西大会:金 (代表ならず) |
| 2017 | 近藤久敦 | Ⅴ:メタモルフォーゼ 〜吹奏楽のために 川合清裕          | フェスティヴァル・ヴァリエーション C.T.スミス                                       | 県大会:金 (代表ならず)   |
| 2018 | 近藤久敦 | Ⅴ:エレウシスの祭儀 咲間貴裕                           | 「賭博者」より 4つの描写と終結 プロコフィエフ／近藤久敦編                           | 関西大会:銀              |
| 2019 | 近藤久敦 | I:あんたがたどこさの主題による幻想曲 林大地           | ブリュッセル・レクイエム B.アッペルモント                                           | 県大会:金 (代表ならず)   |

## 公演・出演
- 春のコンサート-毎年3月頃、西宮市民会館　アミティホールで開催
- ウェルカムコンサート-毎年4月頃、同大学 中央講堂で開催
- 定期演奏会-毎年11月頃、兵庫県立芸術文化センターKOBELCO大ホールで開催[2](過去には大阪フェスティバルホールで開催経験有)
- ジョイントコンサート-一般団体:横浜ブラスオルケスター、大学合同ジョイントなど
- その他-野球応援、依頼演奏など